# Donalsonville (Georgia)
Donalsonville település az Amerikai Egyesült Államok Georgia államában, Seminole megyében, melynek megyeszékhelye is. Lakosainak száma 2833 fő (2020. április 1.).

## Népesség
A település népességének változása:
| Lakosok száma | 2796 | 2650 | 2833 |
|               | 2000 | 2010 | 2020 |